# Cnemaspis ranganaensis
Cnemaspis ranganaensis — вид ящірок з родини геконових (Gekkonidae). Описаний у 2020 році.

## Поширення
Ендемік Індії. Виявлений поблизу форту Рангана на півночі Західних Гат в окрузі Колхапур у штаті Магараштра.